# Angers-Nantes-Angers
Angers-Nantes-Angers est une ancienne course cycliste française organisée de 1926 à 1930 entre Angers et Nantes.

## Palmarès
| Année | Vainqueur          | Deuxième         | Troisième        |
| ----- | ------------------ | ---------------- | ---------------- |
| 1926  | Eugène Archambault | Auguste Robineau | Henri Chauvet    |
| 1927  | Eugène Greau       | René Gérard      | René Deguai      |
| 1928  | René Guignaudeau   | Aristide Drouet  | Eugène Greau     |
| 1929  | Léon Fichot        | Pierre Saliou    | Jacques Le Gleut |
| 1930  | Jean Noret         | René Guignaudeau | Louis Thiétard   |